# Los leones de Sicilia
Los leones de Sicilia es una novela histórica escrita por Stefania Auci y publicada por Editrice Nord en 2019.
La novela, que se propone contar los acontecimientos de la familia de los Florio, ha sido vendida en los Estados Unidos, en los Países Bajos, en España, Francia y Alemania, y ganó el Premio Nacional Rhegium Julii en la categoría narrativa.
Gracias a las opiniones de varios escritores, entre los cuales se encuentra la escritora Nadia Terranova, la obra se convirtió un best-seller con 7 ediciones en un mes y ha sido seleccionada para hacer una versión para una serie televisiva.

## Ediciones
- I Leoni di Sicilia, 2019, Editrice Nord, Milano, ISBN 9788842931539
- Los leones de Sicilia: la saga de los Florio, traducción  de César Palma Hunt, Barcelona, Grijalbo, 2020